# Fot & Angus
Fot & Angus é um desenho animado criado por Alex Dron produzido pela Mondo Media, e que mostra a vida de Fot, um garoto pequeno que tem Angus como irmão. Angus é um adolescente que não fala.

## Personagens
Fot
Um garoto pequeno que vive com Angus seu irmão mais velho
Angus
Um adolescente que não tem muita inteligência

## Episódios
| # | Título                  | Data de estréia      |
| - | ----------------------- | -------------------- |
| 1 | Cruisin’ For a Bruisin’ | 16 de Maio de 2011   |
| 2 | Party Machine           | 30 de Maio de 2011   |
| 3 | Tattaroonies            | 19 de Junho de 2011  |
| 4 | Boobie Hunter           | 27 de Junho de 2011  |
| 5 | The Big Catch           | 11 de Julho de 2011  |
| 6 | Fun With Guns           | 8 de Agosto de 2011  |
| 7 | Burning Rubber          | 22 de Agosto de 2011 |
| 8 | Pumping Time            | 24 de Agosto de 2012 |